# Нейтан, Сид
Сид Не́йтан (англ. Syd Nathan, полн. имя: Sydney Nathan; 27 апреля 1904 — 5 марта 1968) — американский бизнесмен, видная фигура музыкальной индустрии. Основатель (сначала просто в качестве дополнения к своему магазину грампластинок) и глава базировавшегося в Цинциннати лейбла звукозаписи King Records.
Считается одной из самых эксцентричных фигур в американской звукозаписывающей индустрии. Управлял свой студией как диктатор, кричал и унижал артистов и своих служащих. Тем не менее он продюсировал множество великолепных разножанровых исполнителей и редко ошибался.
Как пишет музыкальный сайт AllMusic, Нейтан, обладавший «чудесной способностью чувствовать, какую музыку хотели услышать мигрировавшие с Юга афроамериканцы», «ухватил возможность подписать некоторых из лучших ритм-н-блюзовых и кантри-исполнителей того времени». Среди записывавшихся на King Records были такие звёзды, как Джеймс Браун, Тайни Брэдшо, Клинхед Винсон, Винони Харрис, Литл Вилли Джон, Midnighters, «5» Royales, Cowboy Copas.
В 1997 году Нейтан был посмертно принят в Зал славы рок-н-ролла (в категории «Неисполнители»), а в 2007 году — в Международный зал славы блюграсса.